# بيرسي سايكس
السير بيرسي مولسورث سايكس (بالإنجليزية: Sir Percy Molesworth Sykes)‏ من مواليد (28 فبراير 1867) ووفيات (11 يونيو 1945) ، كان جنديًا ودبلوماسيًا وباحثـًا إنجليزيـًا ذو نتاج أدبي كبير، كتب أعمالًا متعلقة بالسيرة والجغرافيا والتاريخ، بالإضافة إلى كتاباته حول رحلاته التي قضاها في بلاد فارس.
وُلِد بيرسي سايكس في برومبتون ميدواي، إنجلترا ، وتلقى تعليمه في أكاديمية ساندهيرست العسكرية الملكية ، تم إرساله إلى الهند ومن هناك قام بجملة من الرحلات عبر بلوشستان وبلاد فارس. وخدم في المخابرات خلال حرب البوير الثانية. ومنحته الجمعية الجغرافية الملكية ميدالية النصير الذهبية في سنة 1902.
نقل في سنة 1902 إلى الجيش البريطاني الهندي ، وطوال السنوات القليلة اللاحقة أجرى رحلات واسعة النطاق في الشرق الأوسط وعيّن قنصلًا عامًا لخوزستان سنة 1906.
نال بيرسي سايكس رتبة عميد في نهاية سنة 1915 ، وتقاعد من الجيش سنة 1924 ، وقضى بقية حياته من سنة 1932 إلى مماته كسكرتير فخري للجمعية الملكية للشؤون الآسيوية.

## منشوراته
- عشرة آلاف ميل في بلاد فارس (1902).[2]
- تاريخ بلاد فارس (جزئين) ، (1915).
- تاريخ أفغانستان (جزئين) ، (1940).